# Aires protégées en Suisse

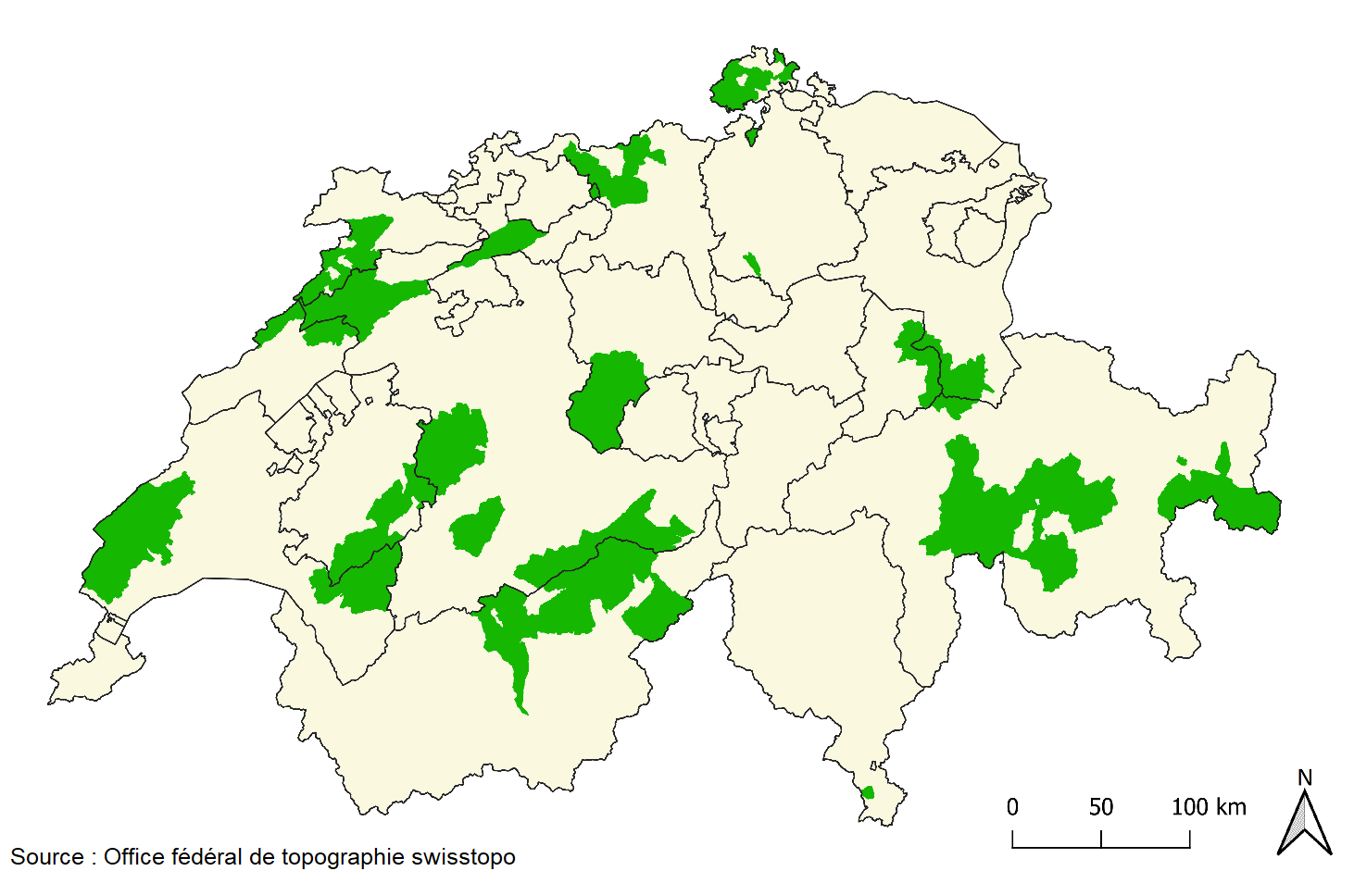
Carte des aires protégées de Suisse en 2022

Les aires protégées en Suisse sont des espaces géographiques destinés à la sauvegarde d’espèces vivantes ou d’autres taxons et de leurs milieux biotopes. Elles peuvent aussi concerner des paysages remarquables, des curiosités géologiques, des sites archéologiques ou des biens culturels. En vertu de son adhésion à plusieurs traités internationaux, de ses partenariats avec des institutions de conservation de la nature et de la législation fédérale, la Suisse est tenue de les identifier, de les délimiter, de les évaluer et d’en assurer la pérennité.

## Types d’aires protégées

### Statut officiel

#### Importance nationale
La Confédération reconnaît trois types de parcs : le Parc national suisse, les parcs naturels régionaux, la zone centrale des parcs naturels périurbains. Les réserves de biosphère doivent en plus satisfaire les critères de l'Unesco. Les biotopes d’importance nationale (par exemple zones alluviales), les sites de reproduction d'amphibiens, les réserves d’oiseaux d’eau et de migrateurs d’importance internationale et nationale ainsi que les districts francs fédéraux sont considérés comme d'importance nationale, les conditions sont définies dans diverses ordonnances dérivant de lois fédérales. Un district franc fédéral est une réserve de chasse.

#### Importance cantonale ou communale
Il s'agit de biotopes et de réserves forestières cantonales.

#### Autres aires consacrées à la biodiversité
Sans consécration par un acte d'autorité, elles sont reconnues, délimitées et la protection est assurée par un moyen en accord avec leur spécificité.

#### Importance internationale
La Suisse participe au Réseau Émeraude qui a pour objectif de conserver les espèces et les biotopes menacés d’Europe par un réseau de zones protégées. 30 lieux sont inscrits dans ce programme avec l'accord des cantons concernés. Ce réseau est initié par la Convention de Berne. La Suisse adopte aussi les résolutions et la Déclaration de Berne.
La Convention relative aux zones humides d'importance internationale particulièrement comme habitats des oiseaux d'eau, en abrégé Convention de Ramsar, aussi appelée convention sur les zones humides, est créée en 1971 afin de protéger les zones humides ou halieutiques de la dégradation ou de la destruction, tout en reconnaissant leurs diverses fonctions. Elle est adoptée par la Suisse en 1976, onze sites sont inscrits sur la Liste des zones humides d’importance internationale (Sites Ramsar), ils protègent une surface de 14 690 ha: Laubersmad-Salwidili, Bolle di Magadino, Kaltbrunner Riet, Les Grangettes, Rive sud du lac de Neuchâtel (Grande Cariçaie), Fanel et Chablais de Cudrefin, Le Rhône genevois - Vallons de l'Allondon et de la Laire, Klingnauer Stausee, Vadret da Roseg, Niederried Stausee et Rhonegletschervorfeld,.
Les sites Ramsar peuvent se superposer en partie avec ceux du Réseau Émeraude. Par exemple, le site du Rhône en aval de Genève est inclus dans l'espace du site Ramsar Le Rhône genevois - Vallons de l'Allondon et de la Laire qui est plus vaste.
Le Patrimoine mondial de l'UNESCO répertorie des sites naturels, culturels ou mixtes d'une importance exceptionnelle, à protéger comme héritage de toute l'humanité. Douze sites suisses sont inscrits, dont trois naturels et neuf culturels. Par exemple, le vignoble en terrasses de Lavaux est inscrit comme témoignage de l'interaction entre les humains et leur environnement.

#### Aires protégées appartenant à des tiers
Des associations comme Pro Natura et Birdlife Suisse acquièrent des terrains et les déclarent "zones protégées". Par exemple, l'Association pour la création et l'entretien de réserves naturelles dans le canton de Genève, avec le soutien financier de la LSPN (actuellement Pro Natura), achète entre 1935 et 1938 deux terrains dans le but le but d'y installer une réserve scolaire. En 1956 Maurice Blanchet, Robert Hainard et Jacques Burnier mettent à l'eau le premier castor en vue de sa réintroduction. La réserve du Bois du Faisan (7 ha), située dans les Bois de Versoix et sur la rive de la Versoix, est utilisée comme atelier d'initiation à l'environnement et comme promenade jusque dans les années 90e. Elle est alors fermée en raison de la pression excessive des visiteurs. Afin de maintenir la dimension pédagogique tout en canalisant la présence humaine, l'Association Genevoise de Protection de la Nature réalise dans les environs, avec les services publics cantonaux, la commune de Versoix et le Cycle d'orientation des Colombières, un parcours-nature muni de sentiers et de panneaux d'informations.

#### Surfaces de biodiversité de niveau 2
Elles sont temporaires avec des contrats de six à huit ans.

#### Zones tampons
Associées à des aires protégées nationales ou cantonales, par exemple entre une tourbière et une zone agricole exploitée de façon intensive.

### Typologie des milieux
Sur la base du constat que les réserves naturelles ne suffisent pas, le concept de protection évolue pour associer des espèces sensibles à un type de milieu, avec l'avantage de critères pour l'évaluation. Des milieux étendus en Europe, par exemple les Alpes, offrent des possibilités de mise en réseau au-delà des frontières. Au niveau international, les sites Ramsar définissent les critères et le suivi de zones humides remarquables.

## Cadre légal

### Droit international
La Suisse est partie à plusieurs accords internationaux demandant la création de zones protégées.
| création        | nom commun            | titre officiel | dépositaire                                                 |
| --------------- | --------------------- | --- | ----------------------------------------------------------- |
| 1971            | Convention de Ramsar  | Convention relative aux zones humides d'importance internationale particulièrement comme habitats des oiseaux d'eau                                                                                      | UNESCO                                                      |
| 1972            | Patrimoine mondial    | Convention pour la protection du patrimoine mondial, culturel et naturel | UNESCO                                                      |
| 1979            | CPATLD                | Convention sur la pollution atmosphérique transfrontière à longue distance | ONU                                                         |
| 23.6.1979       |                       | Convention sur la conservation des espèces migratrices appartenant à la faune sauvage | Conseil de l'Europe                                         |
| 1er juin 1982   | Réseau Emeraude       | Convention de Berne | Conseil de l'Europe                                         |
| 7 novembre 1991 | Convention alpine     | Convention sur la protection des Alpes | Conférence alpine                                           |
| 5 décembre 1991 |                       | Accord relatif à la conservation des populations de chauves-souris d’Europe | Conseil de l'Europe                                         |
| 17 mars 1992    | Convention sur l'eau  | Convention de 1992 sur la protection de l'utilisation des cours d'eau transfrontières et des lacs internationaux                                                                                         | Commission économique des Nations Unies pour l'Europe (CEE) |
| 5 juin 1992     | Biodiversité          | Convention sur la diversité biologique (CDB) (avec annexes) | ONU                                                         |
| 30 octobre 2000 | Convention du paysage | Convention européenne du paysage | Conseil de l'Europe                                         |
| 29 octobre 2010 | Protocole de Nagoya   | Protocole de Nagoya sur l'accès aux ressources génétiques et le partage juste et équitable des avantages découlant de leur utilisation relatif à la Convention sur la diversité biologique (avec annexe) | ONU                                                         |

### Droit fédéral
La Constitution fédérale précise à son article 2 que la Confédération « s’engage en faveur de la conservation durable des ressources naturelles et en faveur d’un ordre international juste et pacifique ». Il n'existe toutefois pas de loi fédérale spécifique pour les aires protégées. La matière est traitée dans plusieurs lois différentes : la loi fédérale sur la protection de la nature et du paysage (LPN), la loi sur la protection de l’environnement (LPE), la loi sur les forêts (LFo), la loi fédérale sur la chasse et la protection des mammifères et oiseaux sauvages (LChP) chap.11 et la loi fédérale sur la pêche (LFSP).
Des ordonnances précisent les aspects pratiques, les conditions, le contrôle et les aides financières. Par exemple l'ordonnance sur les forêts (OFo) se réfère à la LFo et à la LPE. Pour la période 2020-2024 l'OFEV présente une nouvelle modalité: la convention-programme, avec ses bases légales, ses objectifs et son financement. « La LFo a pour but (art. 1, al. 1, let. b) de protéger les forêts en tant que milieu naturel. Ses dispositions relatives aux principes de gestion (art. 20, al. 4) offrent aux cantons la possibilité de délimiter des réserves forestières pour la conservation de la faune et de la flore ; son art. 49, al. 3, confie à l’OFEV le mandat d’édicter les dispositions d’exécution. » En particulier l’art. 492 prévoit une coordination avec les cantons concernés avant de prendre une décision sur la base d’une autre loi fédérale ou d’un traité international. L’art. 50 prévoit une externalisation possible rémunérée, afin que des collectivités publiques ou des particuliers procèdent à des contrôles ou autres activités d’exécution.

## Stratégies
La définition d’une stratégie peut être négociée lors de l’inscription ou imposée par les conditions de participation. Par exemple, la ratification de la Convention sur la diversité biologique implique pour une partie qu’elle développe une stratégie nationale.

### Stratégie pour la biodiversité
En 2004, le conseiller national Kurt Fluri dépose un postulat demandant l’élaboration d’une stratégie relative à la biodiversité, qui reste sans réponse avant plusieurs années. En mai 2007, le rapport de l’OCDE recommande à la Suisse d’élaborer d’urgence une stratégie pour préserver la diversité biologique. En septembre 2008, sur la base d’une requête d’Adèle Thorens et du postulat de Kurt Fluri, le Parlement inscrit la Stratégie Biodiversité Suisse dans le programme de législature 2007-2011. Le 1er juillet 2009, le Conseil fédéral charge le Département fédéral de l’environnement, des transports, de l’énergie et de la communication (DETEC) d’élaborer la Stratégie Biodiversité Suisse, incluant résilience et préservation à long terme. Dans le cadre de la Conférence des Parties (COP) en octobre 2010, les parties adoptent le nouveau Plan stratégique pour la biodiversité 2011-2020. Celui-ci comprend 5 buts stratégiques et 20 objectifs d’Aïchi. 2011 à 2020 devient la Décennie des Nations unies pour la biodiversité.
En avril 2012, le Conseil fédéral approuve la Stratégie Biodiversité Suisse. Il charge le (DETEC) d’élaborer un plan d’action Biodiversité en collaboration avec les offices concernés et en concertation avec des acteurs extérieurs à l’administration fédérale.
Une démarche participative interagit de 2012 à 2014. Trois « Newsletter plan d’action biodiversité » le diffusent du 16 avril 2013 au 4 octobre 2013.
Le 18 février 2015, le Conseil fédéral prend connaissance du plan d’action, du calendrier et des finances pour la mise en œuvre de la Stratégie Biodiversité Suisse. Il soumet aux cantons pour avis, les mesures qui les concernent. Le résultat de la consultation préalable montre l’accord de la plupart des cantons à un plan d’action pour la biodiversité et son orientation générale. Le Plan d’action est finalisé d’avril à juillet 2015. Le 18 février 2015, le CF prend conscience de l’urgence. Il décide de financer 20 et 40 millions de francs suisses par an à partir de 2017, pour les aires protégées existantes. En même temps, les cantons sont sollicités pour prioriser les mesures qui les concernent et donner leur avis sur le plan financier de la confédération.
En 2015, des chercheurs, le monde politique, des administrations et des ONG se rencontrent à Berne dans le cadre du Forum Biodiversité Suisse. À la même période, le congrès d’Infoflora expose des connaissances nouvelles, ainsi que des expériences de conservation ex-situ et réintroduction de plantes menacées. La 2ème Conférence de l'Agroscope sur la durabilité « biodiversité fonctionnelle dans l'agriculture » met en discussion des nouvelles connaissances pour une utilisation ciblée des services de la biodiversité en agriculture durable.

### Nouveaux parcs
Sur l’impulsion d’une campagne de Pro Natura lancée en 2000 « Créons ensemble un nouveau parc national ! », une réflexion est menée à l’Office fédéral de l'environnement (OFEV) pour trouver une formule capable de dépasser les conflits d’intérêt et d'usages. Il n’est plus question d’exclure les humains, leurs activités et biens culturels participeront à la palette des joyaux à préserver puis à faire découvrir. Le Conseil fédéral n’avait pas l’intention d’offrir un financement. Les Chambres au contraire décident de confier à la Confédération l’octroi d’un label et d'un soutien financier.

### Inventaires
Les inventaires sont utilisés comme des outils pour répertorier les sites à protéger, évaluer l’urgence d’une intervention et établir des objectifs. Ils concernent cinq types de milieux naturels considérés comme des biotopes d’importance nationale : les hauts-marais et les marais de transition, les bas-marais, les zones alluviales, les sites de reproduction de batraciens et les prairies et pâturages secs.
D'autre part l’inventaire des voies de communication historiques de la Suisse (IVS) répertorie, afin de les protéger, les voies de communication historiques de la Suisse. Il met l'accent sur celles qui conservent des traces visibles de l'aménagement d'origine. Le domaine Mobilité douce de l’Office fédéral des routes (OFROU) est le service fédéral chargé de la protection. Une liste est définie par chaque canton.

### Cycle de vie d'une aire protégée: du projet à l'évaluation
- préparation, inventaires, cartographie[45],[46].
- motivation
- projet et levée de fonds
- action
- promotion et qualité (label)
- suivi, évaluation

## Historique
À partir du règne de Charlemagne, la chasse est limitée par la mise au ban qui réserve ce privilège au seigneur, à ses vassaux et aux couvents ou qui interdit la chasse pendant certaines périodes de l'année. Elle reste libre dans des régions de montagne. Dans les villes, les droits de chasse sont transmis aux familles patriciennes ou commerçantes. Les limitations sont promulguées dans des décrets ou des coutumiers. Une régulation modérée de la faune est ainsi plus ou moins effective, sans trace de motivation de protection des animaux. Dès 1800, la révolution supprime le système féodal et la chasse n'est plus réglementée. Une tentative de loi échoue devant le Sénat. Les compétences reviennent aux cantons ; ceux-ci promulguent diverses lois et ordonnances qui se révèlent inefficaces. Les effectifs du gibier s'effondrent, le cerf élaphe et le bouquetin sont en voie d'extinction.
En 1870 [Qui ?] crée la première réserve naturelle de Suisse au Creux du Van, dans le canton de Neuchâtel. Dès 1943, grâce à la nomination d'Archibald Quartier comme inspecteur cantonal de la chasse et de la pêche, des chevreuils, chamois et bouquetins réapparaissent dans la région. En 1974, on lâche le premier couple de lynx dans la réserve.
La Constitution fédérale de 1874 permet aux autorités fédérales de légiférer, dans le but de restaurer les populations de grands ongulés ravagées par la chasse. Elles instituent dès 1875 des districts francs fédéraux. La vallée de Derborence a été choisie comme district franc fédéral en 1911, avec en complément une zone protégée dès 1961.
Au début du XXe siècle la Ligue suisse de protection de la nature (LSPN), actuellement Pro Natura, joue un rôle de pionnier par le financement de l'achat du terrain pour le Parc national suisse. Il est officiellement fondé en 1914. En 1908, l'association fonde la Réserve de la forêt d'Aletsch, puis une grande réserve dans le massif des Diablerets. Sa tâche prioritaire est de créer de nombreuses petites réserves naturelles dans tout le pays. Le premier Congrès mondial de protection de la nature a lieu à Berne en 1913.
En 1959, trois organisations unissent leurs efforts pour dresser un inventaire des paysages à protéger. La Ligue suisse du patrimoine national, le Club alpin suisse et la Ligue suisse pour la protection de la nature sollicitent des personnalités connues dans différents cantons pour constituer une commission indépendante de leurs comités. La Commission chargée d’inventorier les paysages et les sites naturels d’importance nationale qui méritent protection (CPN) se réunit quatre fois par an. Elle rend une première version d'inventaire en 1963. Entre-temps, en 1962 le peuple suisse accepte le principe d’un article constitutionnel à ce sujet. Le gouvernement fédéral, chargé de la rédaction d’une loi d’application, reconnaît le travail de la CPN et son inventaire et les intègre dans la future loi. Le Parlement adopte en 1966 la Loi sur la protection de la nature (LPN) qui prévoit des "inventaires fédéraux d'objets d'importance nationale". En 1968 la CPN remet au Conseil fédéral son projet d'inventaire incluant 156 objets. Ceux-ci sont envoyés pour consultation aux cantons et services fédéraux. Malgré un accueil globalement positif, les cantons n'adoptent pas les objets qui les concernent mais les envoient à leur tour aux communes, services cantonaux ou commissions ad-hoc. Le Conseil fédéral opte pour une mise en œuvre par étape avec un processus d'harmonisation qui s'achève en 1998. Le nouvel inventaire fédéral du paysage recense 162 objets, avec de nombreuses modifications par rapport au projet initial.
Après la Conférence de Rio, six organisations écologiques se groupent pour publier La stratégie nationale suisse de la conservation. Le World Wildlife Fund suisse, la Société pour la protection de l'environnement, la Ligue suisse de protection de la nature, la Fondation suisse de l'énergie, l'association Transport et environnement et la Fédération suisse des amis de la nature présentent en même temps à Lausanne et à Berne leur plate-forme environnement. Un des axes est le développement de la diversité des espèces animales et végétales dans la diversité des paysages suisses. Elles demandent une réorientation de l'agriculture et de la gestion des forêts.

## Évaluation
Depuis 1971, sur la base de son mandat et de l'objectif de sauvegarder les ressources naturelles, l'Office fédéral de l'environnement observe l'évolution de l'environnement, rassemble des informations et met en place des moyens visant un équilibre entre l'exploitation et la protection. Les principaux défis actuels sont la protection du climat, la préservation de la biodiversité et la gestion des ressources naturelles. La surveillance combine le monitoring, global, et le suivi des effets, qui collecte les résultats d'une action déterminée.

## Controverses et critique

### Difficultés de dialogue entre naturalistes et agriculteurs
Après le lancement de l'initiative populaire pour la protection des marais, dite "de RothenThurm", les exploitants de tourbières de la région des Pont-de-Martel se sentent menacés et se regroupent pour défendre leurs intérêts. L'extraction et la commercialisation de la tourbe sont un complément de revenus pour leur exploitation et jouent un rôle économique au niveau local. Ils sont révoltés contre L’État qui les incite à vendre leurs terrains aux organisations de protection de la nature au prix ridicule de 0.5 à 1 franc le m2. Les paysans drainent les prairies humides, enlèvent des couches de tourbe, les découpent, les sèchent, les vendent ou les brûlent; ils remettent en place (ou pas) les mottes de terre superficielles. Leur but est d'avoir une prairie bien plate et propre pour le pâturage. Ils trouvent insupportable de devoir demander la permission à l’État pour une tradition qu'ils estiment inoffensive.
Dès le drainage, la tourbière meurt. La flore très sensible ne supporte ni le calcaire, ni les apports d'azote. Des espèces de Bryophytes (sphaignes) et le juncus squarrosus sont menacés de disparition. Moins de 10% des hauts-marais subsiste en 1998. Ils continuent à se dégrader malgré leur mise sous protection. Des menaces supplémentaires sont dues à l'augmentation du taux d'azote dans l'air.

### Autorisation de tir contestée dans le parc naturel du Jura vaudois
L’octroi d’une autorisation de tir sur 2 louveteaux déchaîne les passions autour du Risoud, dans le Jura vaudois. La meute est accusée de 13 attaques sur des veaux, dont plusieurs lors de la mise bas au pâturage. Les troupeaux étaient protégés par des ânes, mais les vaches s’isolent lors de la mise bas, ce qui les rend vulnérables ; il est plus difficile de protéger les bovins que les ovins. Des éleveurs sont découragés et envisagent de renoncer aux alpages. La décision de l’OFEV s’appuie sur l’augmentation des effectifs de loups, tandis que les naturalistes observent la composition et les comportements de la meute. Ils identifient chaque individu selon l’âge, le sexe et le statut, ainsi que l’évolution probable de la meute. Peu favorables aux tirs en général, ils contestent en particulier le choix de tuer 2 petits de moins d’une année, qui ne risquent pas de causer des dégâts avant un certain temps. Selon leur réflexion basée sur l’éthologie, la position des 2 jeunes mâles restants pourraient être renforcée et rendre la meute incontrôlable, donc encore plus problématique à l’avenir. Ils patrouillent bruyamment sur les terrains où des loups ont été photographiés, afin de les effaroucher et gêner les tentatives de tirs. Face aux tensions, les garde-faunes s’efforcent de rassurer les éleveurs, les naturalistes et le grand public, tandis qu’un élu local tente de restaurer le dialogue entre les adversaires. Les autorités craignent qu’en l’absence d’action des services officiels, l’énervement incite à des tirs illégaux, voire des empoisonnements.

### Retard dans la mise en place d'un minimum de surface protégées
D’après les Examens environnementaux de l’OCDE Suisse 2017, la Suisse est en retard pour définir les zones protégées : ses 6.2 % d’aires terrestres protégées sont loin de l‘objectif de 17 % en 2020, selon les objectifs d’Aïchi. L'OCDE déplore la perte de biodiversité en Suisse car plus d'une espèce sur trois est menacée: 72% des reptiles, 69% des amphibiens et 36% des mammifères. Le secrétaire général adjoint prie la Suisse de faire un effort; le plan d'action a été remis avec trois ans de retard, il doit être appliqué au plus vite. Selon Le Temps, les zones protégées sont le talon d'Achille. De son côté, le directeur de l’Office fédéral de l’environnement explique les défis: avec 1,2 million d’habitants de plus depuis 2000, la pression s’accroît sur les habitats sauvages et les fragmente.
En septembre 2022, le Conseil national examine l’initiative populaire « Pour l’avenir de notre nature et de notre paysage », qui vise à mieux protéger la biodiversité. Le Conseil fédéral propose un contre-projet, qui prévoit entre autres d’augmenter la surface des zones protégées de 13.4 % à 17 % du territoire suisse. Ces mesures peuvent être en compétition avec la production agricole et les installations électriques renouvelables. L’initiative pourra être retirée en faveur du contre-projet si les initiants, dont Pro Natura, l’estiment suffisant.